# Такабаясі Тосіо
Такабаясі Тосіо (яп. 高林 敏夫, нар. 15 листопада 1953) — японський футболіст, що грав на позиції нападника.

## Клубна кар'єра
Грав за команду Хітачі.

## Виступи за збірну
Дебютував 1974 року в офіційних матчах у складі національної збірної Японії. У формі головної команди країни зіграв 12 матчів.

## Статистика
Статистика виступів у національній збірній.
| Збірна Японії | Збірна Японії | Збірна Японії |
| Роки          | Ігри          | голи          |
| ------------- | ------------- | ------------- |
| 1974          | 4             | 1             |
| 1975          | 0             | 0             |
| 1976          | 8             | 1             |
| Усього        | 12            | 2             |